# Kerncentrale Olkiluoto
Kerncentrale Olkiluoto (Fins: Olkiluodon ydinvoimalaitos) in Eurajoki (Finland) heeft drie actieve reactoren en er zijn plannen voor een vierde reactor. Reactor drie werd met veertien jaar vertraging opgestart op 16 april 2023, heeft een vermogen van 1600 megawatt en is hiermee Europa's grootste kerncentrale. De reactoren 1 en 2 produceren circa 15% van de elektriciteit in het land en met Olkiluoto 3 in vol bedrijf zal dit nagenoeg verdubbelen.

## Olkiluoto 1 en 2
Olkiluoto 1 en 2 zijn kokendwaterreactoren (BWR) en zijn sinds medio zeventiger jaren actief.
Met de bouw van de Olkiluoto 1 reactor werd op 1 februari 1974 gestart en op 2 september 1978 werd de centrale op het Finse netwerk aangesloten. Het had initieel een capaciteit van 660 megawatt (MW), maar nadien zijn er diverse verbeteringen doorgevoerd waarmee de capaciteit stapsgewijs is verhoogd. In 2010 was de laatste aanpassing en bracht het vermogen op 880 MW. Per jaar wordt ruim 7000 GWh elektriciteit geproduceerd en de centrale is bijna 93% van de tijd in bedrijf.
Anderhalf jaar later, in november 1975 volgde de bouw van Olkiluoto 2. Deze identieke reactor werd in 1980 aangesloten op het net en kwam medio 1982 volledig in gebruik. Net als Olkiluoto 1 is ook hier de capaciteit stapsgewijs verhoogd naar 880 MW. De elektriciteitsproductie en bedrijfszekerheid van deze reactor zijn vergelijkbaar met die van zijn Olkiluoto 1.
In de periode 2000 tot en met 2021 lag de gemiddelde jaarproductie op iets meer dan 14 TWh voor deze twee reactoren tezamen met zeer kleine variaties van jaar op jaar. De gemiddelde productiekosten in de periode 2017-2021 was iets minder dan 19 euro per megawattuur.
In september 2018 werd de vergunning om deze twee reactoren in bedrijf te houden verlengd tot 2039.

## Olkiluoto 3
In september 2005 begon het Franse Areva met de bouw van Olkiluoto 3. Het is een European Pressurized Reactor (EPR), een derdegeneratiekernreactor, met een capaciteit van 1600 MW. Volgens de oorspronkelijke planning zou de bouw vier jaar duren en een investering vergen van 2,5 miljard euro.
Al in 2006 had de Finse toezichthouder op kernenergie, STUK, ernstige twijfels over de kwaliteit van de fundering en de lasnaden van pijpen voor het primaire systeem. De werkzaamheden zijn fors vertraagd en de centrale zou nu 6,6 miljard euro kosten. In september 2014 verwachtte Areva dat de bouw in 2016 zou worden afgerond en dat in 2018 de centrale aan het netwerk elektriciteit zou gaan leveren. Deze deadline werd ook niet gehaald, en volgens de aankondiging van toekomstige uitbater TVO vooruitgeschoven tot eind 2019.
De opdrachtgever van de centrale, TVO, aan de ene kant, en Areva en Siemens AG aan de andere kant vochten voor het de Internationale Kamer van Koophandel (ICC) uit wie voor de extra kosten en de vertraging zou moeten opdraaien. TVO eiste 2,6 miljard euro van het consortium, terwijl Areva en partners 3,6 miljard eisten van TVO, omdat de operationele organisatie van de reactor niet tijdig klaar was. De eerste vonnissen vielen in het voordeel uit van TVO, waardoor Areva moest betalen. Nadat Areva bereid was om 450 miljoen euro schadevergoeding te betalen aan TVO voor de vertragingen, trokken beide partijen hun aanklachten voor het ICC weer in. Bijkomend kwamen ze overeen dat als de reactor volgens plan tegen eind 2019 klaar zou zijn, TVO 150 miljoen euro aan Areva zou betalen. Indien de deadline weer gemist zou worden, is het consortium bijkomend 400 miljoen euro schuldig aan TVO.
Eind december 2021, bijna 12 jaar later dan gepland, werd reactor drie opgestart. De reactor werd op 12 maart 2022 aangesloten op het net levert sinds december 2022 de volledige capaciteit. De reactor voorziet in 14% van de totale Finse elektriciteitsbehoefte, waarmee de afhankelijkheid van importen uit Rusland, Zweden en Noorwegen afgenomen is. Finland importeerde gemiddeld zo'n 13 TWh aan elektriciteit in de laatste jaren en dit zal dalen naar 5-8 TWh in 2025.

## Overzicht reactorblokken
| Reactorblok | Reactortype        | Elektrisch vermogen | Begin bouw | Inbedrijfname |
| ----------- | ------------------ | ------------------- | ---------- | ------------- |
| Olkiluoto 1 | kokendwaterreactor | 880 MW              | 1974       | 1978          |
| Olkiluoto 2 | kokendwaterreactor | 880 MW              | 1975       | 1980          |
| Olkiluoto 3 | EPR                | 1600 MW             | 2005       | december 2021 |
| Olkiluoto 4 |                    |                     |            |               |